# M&G化工
M&G化工是全球三大家包裝用PET樹脂生產商之一，總部設於盧森堡。
2013年11月，M&G化工在香港進行公開招股，上市編號為1040，招股價介乎1.65至1.95港元，集資最多46億港元。M&G化工引入了諾維信（Novezymes）、Cepsa Quimica及中國核建為基礎投資者。其後，M&G化工宣布因為市況波動，延遲上市計劃。

## 外部連結
- M&G化工公司網站
- M&G化工招股章程 （页面存档备份，存于）